# Ludwig Walker
Ludwig Walker (* 5. Dezember 1879 in Schattdorf; † 12. Mai 1959 ebenda, heimatberechtigt in Schattdorf) war ein Schweizer Politiker (KVP).

## Biografie
Ludwig Walker wurde am 5. Dezember 1879 in Schattdorf als Sohn des Gastwirts, Landrats und Oberrichters Johann Walker geboren. Er absolvierte zunächst die Primarschule in Schattdorf, anschliessend die Sekundarschule in Ambrì und schliesslich die Kantonsschule in Altdorf. In der Folge übernahm er von seinem Vater die Leitung des Gasthauses "Der Adlergarten" in Schattdorf. Walker heiratete im Jahr 1907 Josefine, die Tochter des Kaufmanns und Landrats Peter Anton Regli. Er verstarb am 12. Mai 1959 in seinem 80. Lebensjahr in Schattdorf.

## Politischer Werdegang
Die politische Karriere Ludwig Walkers, des Mitglieds der Katholischen Volkspartei, begann im Jahr 1912 mit seiner Wahl in den Urner Landrat, dem er bis 1930 angehörte, davon 1919 bis 1920 auch als Präsident. Parallel dazu fungierte er von 1923 bis 1930 als Mitglied des Obergerichts, das er zudem ab 1925 präsidierte. Danach stand Walker von 1930 bis 1948 im Regierungsrat der Vormundschafts- und Armenwesen- sowie der Finanzdirektion vor. Zusätzlich amtierte er von 1936 bis 1938 und 1940 bis 1942 als Landammann. Darüber hinaus nahm er für den Kanton in den Jahren 1927 bis 1947 Einsitz in den Ständerat. Walker war Mitglied des Bankrates sowie Präsident des Kantonalschützenvereins.
Als Finanzdirektor galt Ludwig Walker als sparsam und gerecht. In seine Amtszeit fielen die Notstandsarbeiten während der Wirtschaftskrise, die Sanierung der Kantonsfinanzen, der Ausbau der Gotthard- und der Axenstrasse sowie der Bau der Sustenstrasse.